# 명랑만화
명랑만화(明朗漫畵)는 대한민국의 만화의 분류 중 하나이다. 주로 어린이 또는 전 연령을 대상으로 그려진다.
1960년대 후반, 만화를 위주로 한 여러 어린이 잡지가 등장하였는데, 명랑·순정·모험·공상과학·스포츠 등 이들 만화를 분류한 명칭이 쓰이게 되었다. 명랑만화는 대체로 생략된 그림과 유머로 웃음을 유발하며, 밝은 내용과 일상을 소재로 그려진다. 대표적인 작가로 명랑만화의 전형을 마련한 길창덕을 비롯하여 박수동, 신문수, 윤승운, 김삼, 이정문, 김수정 등을 들 수 있다.
명랑만화는 소재에 따라서 다른 만화의 성격을 수용하기도 한다. 명랑만화는 순정만화와 함께 어린이와 일반인에게 인기가 있었는데, 1970년대 이후 각각 20% 안팎의 판매부수와 선호도를 차지하였다.

## 대표 작품
연대별 대표적인 명랑만화는 다음과 같다.
1960년대
- 김경언, 《의사까불이》
- 김기율, 《도토리군》

1970년대
- 길창덕, 《꺼벙이》
- 신문수, 《도깨비 감투》
- 이정문, 《심술 1000단 심똘이》
- 박수동, 《번데기 야구단》
- 윤승운, 《요철 발명왕》
- 이원복, 《하늘을 날으는 자동차》

1980년대
- 신문수, 《로봇 찌빠》
- 윤승운, 《맹꽁이 서당》
- 김수정, 《아기공룡 둘리》
- 윤준환, 《꾸러기 대행진》

## 같이 보기
- 순정만화